# Dizalo
Dizalo ili lift služi za okomiti ili strmi prijevoz osoba i materijala, pa se i dijeli na osobno ili teretno dizalo. Za prijevoz (transport) se koriste otvorene ili zatvorene kabine s mogućnošću zaustavljanja na potrebnom broju stanica. Primjenjuju se u stambenim i poslovnim zgradama, rudnicima, industrijskim postrojenjima, brodovima, na gradilištima i slično. Pogon je uglavnom električni, s pogonskom užnicom i užetima na kojima vise kabina i protuuteg. Za poslovne zgrade iznad 10 katova i stambene zgrade iznad 30 katova koristi se neposredni električni pogon bez reduktora, s brzinama dizanja od 2,5 do 3 m/s a za televizijske tornjeve i do 7 m/s. Za zgrade s manjim brojem katova brzine dizanja su do 2 m/s. Nosivost osobnih dizala u pravilu je od 650 do 2 000 kilograma. Za manje visine dizanja (do približno 20 metara) koristi se i hidraulički pogon, s dizanjem kabine s pomoću hidrauličnog klipa i cilindra, s brzinom dizanja do 0,8 m/s. Dizala su opremljena posebnim uređajima za kočenje kabine koji ju osiguravaju u slučaju puknuća užeta ili prekomjerna povećanja brzine, zatim automatskim uređajima za upravljanje kabinom, za siguran ulazak i izlazak putnika i za usporeno gibanje kabine prilikom polaska i zaustavljanja. Automatski sigurnosni uređaj za zaustavljanje kabine konstruirao je 1852. američki izumitelj Elisha Graves Otis i prikazao njegov rad 1854. tako da je za vrijeme pokusa bio u dizalu. Nakon toga bio je otvoren put izgradnji visokih stambenih i poslovnih zgrada. Prvo dizalo (za 5 osoba) na parni pogon ugradio je u peterokatnicu E. G. Haughwort and Company u New Yorku 1857. Prvo osobno dizalo na električni pogon pušteno je u rad 1889.

## Objašnjenje
Liftovi su stacionarna dizala u zgradama ili na gradilištima. Kabina (ili koš) za prenošenje tereta kreće se među čvrstim vodilicama i neprestano je vezana za nosivo sredstvo (na primjer čelično uže). Ulazak ili izlazak osoba, te utovar i istovar robe provodi se samo na predviđenim stajalištima dizala. Među stacionarna dizala ubrajaju se i dizala na brodovima. Najvažnije grupe dizala jesu: užetna, hidraulička i lančana dizala. Za gradnju i upotrebu dizala postoje posebni propisi.

### Užetna dizala
Užetno dizalo ima najčešće pogonski užetnik smješten na vrhu okna dizala. Pogonski užetnik okreće uže kojemu su na krajevima pričvršćeni kabina (ili koš) i protuuteg. Kabina i protuuteg kreću se u čvrstim vodilicama uzduž okna dizala. Na svakom katu okno ima otvor s vratima za ulazak i izlazak iz dizala, odnosno stajališta za utovar i istovar.   
U prošlosti su užetna dizala ima pogonsko vitlo s bubnjem. Nedostatak je takve konstrukcije u tome što veličina bubnja ograničava visinu dizanja. Početkom 20. stoljeća razvijeno je vitlo dizala s pogonskim užetnikom, a kako visina dizanja ne ovisi o pogonskom užetniku, bubanj je gotovo istisnut iz pogonskog dijela lifta. Kretanje užeta i pogon dizala ostvaruje se trenjem između užeta i pogonskog užetnika. U tu je svrhu na pogonskom užetniku za svako uže urezan žlijeb određenog oblika, a kabina i protuuteg ne vise više na jednom užetu, nego na 3 do 8 užeta. Pogonsko vitlo dizala obično je smješteno iznad okna dizala, jer je pogon lošiji ako se vitlo nalazi na dnu pokraj okna.  
Za brzine vožnje do 2 m/s pogonski užetnik ima pogon pomoću trofaznog motora preko pužnog prijenosnika. Za dizala s brzinama većim od 2 m/s upotrebljava se sporohodni istosmjerni elektromotor (n < 2,5 1/s ili 150 okr/s) kojemu je na vratilu izravno pričvršćen pogonski užetnik i kolo kočnice. Stalna (kontinuirana) promjena brzine vožnje postiže se Ward-Leonardovim spojem, a u posljednje vrijeme upravljanjem pomoću tiristora.  
Osobna dizala mogu nositi od 4 do 20 osoba, a brzina vožnje iznosi od 0,5 do 4 m/s. Teretna dizala imaju nosivost od 0,32 do 5 tona s brzinom vožnje od oko 0,5 m/s. Postoje užetna dizala nosivosti i do 20 tona, i osobna dizala u neboderima kojima brzina vožnje doseže i 8 m/s. 

### Hidraulička dizala
Hidrauličko dizalo ima koš, odnosno kabinu, obično izravno oslonjenu na tlačni klip vođen u cilindru kojemu pogonski uređaj dizala dobavlja stlačeno ulje. Tlačni klip može biti jednostepeni ili dvostepeni teleskopski. Konstrukcija bez rupe za cilindar ispod okna dizala ima kabinu obješenu na traverzu koju podižu ili spuštaju dva jednostepena ili višestepena tlačna klipa smještena uz bokove kabine.   
Hidraulička se dizala upotrebljavaju u skladištima, velikim garažama, bolnicama i slično za dizanje velikih tereta na male visine (2 do 3 kata). Prednosti hidrauličkih dizala prema užetnim liftovima s gore smještenim vitlom jesu: konstrukcija je samonosiva, pa zidovi okna mogu biti slabije izvedeni; ne trebaju izgrađeni prostor na krovu za smještaj vitla, jer im se pogonsko postrojenje nalazi na dnu okna u blizini tlačnog klipa; nemaju protuutega, pa je presjek okna manji; ne trebaju napravu za hvatanje, jer kabina ne može pasti; troškovi su održavanja niski.
Glavni su nedostaci hidrauličkih liftova: ograničena visina dizanja od samo 10 do 12 metara i male brzine vožnje od 0,2 do 0,4 m/s (iznimno do 0,8 m/s). S teleskopskim cilindrima mogu se postići i visine dizanja do 20 metara, ali se tada povećava opasnost od pogonskih smetnji. 
Nosivost hidrauličkih dizala iznosi do 50 tona (pogonski tlak 100 bara). Za nosivost od 1 do 5 tona mjerodavna je visina dizanja i brzina vožnje kad se u tehničkom pregledu odlučuje između hidrauličkog i užetnog dizala. Iznad 5 tona nosivosti, užetna su dizala neisplativi. Pogonska snaga za hidraulička dizala veća je nego za dizala s pogonskim užetnikom iste nosivosti, jer hidraulička dizala nemaju protuutega, a to čini i veće brzine neisplativima. Za pogon uljne pumpe služi trofazni elektromotor.  

### Kružeća dizala
Kružeće dizalo ili paternoster ima na čitavom putu u jednakim razmacima porazdijeljene kabine koje neprestano kruže i u koje ljudi ulaze i izlaze za vrijeme vožnje. Kabine su s prednje strane otvorene, a obješene su s dva precizna lanca koja se neprestano kreću preko dva lančanika smještena na vrhu i dva na dnu okna. Jedan je par lančanika pogonski, a drugi par služi kao uređaj za napinjanje. Na otvorima okna nema vrata. Brzina je vožnje oko 0,3 m/s. U jednoj kabini smiju biti najviše dvije osobe. Najveća visina dizanja kružećih dizala ne smije prelaziti 10 katova. Veoma su prikladni za uredske zgrade, ali ih ne smiju upotrebljavati invalidi niti se njima smije prenositi roba, pa se zato uz kružeća dizala uvijek postavljaju i normalna dizala. 
Postoje i posebna manja kružeća dizala za prijenos robe kao što su spisi, knjige, lijekovi i slično, a zovu se kružeća dizala za spise.

### Građevinska dizala
Građevinsko dizalo služi za prijenos (transport) materijala, a po mogućnosti i ljudi pri izvođenju građevinskih radova. Najčešće su postavljeni na vanjskoj strani zgrade koja se gradi. Osim malog građevinskog dizala, postoji i građevinsko dizalo s oknom i brzi građevinskim dizalom. Okno građevinskog dizala s oknom sastavljeno je kao slobodno stojeća skela na kojoj su učvršćene dvije vodilice za vozni koš. Pogonsko postrojenje dizala s bubnjem na koji se namata čelično uže smješteno je na zemlji. Nosivost takva dizala iznosi do 2 tone, a visina dizanja do 40 metara. Građevinska dizala s oknom sve se više upotrebljavaju za vrlo visoke gradnje, jer pri nosivosti od oko 1,5 tona mogu imati visinu dizanja do 200 metara. Međutim, na montažnim gradnjama s već ranije dogotovljenim dijelovima zgrade prikladnija su građevinska dizala.
Brzo građevinsko dizalo ima vozni koš izveden poput jednostavne platforme s ogradom. Koš se vodi po jednoj ili po dvjema nablizu postavljenim i međusobno povezanim tračnicama, koje mogu biti pričvršćene na skelu. Vitlo dizala s bubnjem i pogonskim elektromotorima ili Dieselovim motorom postavlja se na zemlju. Novije su izvedbe takvih dizala takozvano cestovno brzo građevinsko dizalo. Na primjer dizalo ima samostalno stojeći rešetkasti stup za visinu dizanja 10,5 metara. Stup se može produljivati umetanjem međukomada duljine 3 metra do ukupne visine od 22,5 metara. Ako je stup viši od 10,5 metara, treba ga pričvrstiti za građevinsku skelu ili ga usidriti čeličnom užadi. Koš se spušta slobodnim padom ograničavačem brzine. 
Osim opisanih, postoji još čitav niz specijalnih dizala kao što su primjerice kazališna, kolodvorska te rudnička izvozna dizala i kosa dizala.

## Vanjske poveznice
|  | Zajednički poslužitelj ima još gradiva o temi Dizalo |

- Prenosila i dizala Hrvatska tehnička enciklopedija, portal hrvatske tehničke baštine. LZMK